# Hula Hoop
"Hula Hoop" is een single van de Jamaicaanse zanger OMI. Het kwam uit op 27 augustus 2015 als de tweede single van zijn debuutalbum Me 4 U, dat in 2015 uitkwam. De single is geschreven door Omar Pasley (OMI), Karl Wolf, Jenson Vaughan, Matt James en Frank Buelles.

## Tracklijst
| Nr. | Titel     | Duur |
| --- | --------- | ---- |
| 1.  | Hula Hoop | 3:26 |

## Videoclip
De bijhorende videoclip verscheen op 16 september 2015.

## Hitnoteringen

### Nederlandse Top 40
| Hitnotering: 10-10-2015 t/m 12-12-2015 | Hitnotering: 10-10-2015 t/m 12-12-2015 | Hitnotering: 10-10-2015 t/m 12-12-2015 | Hitnotering: 10-10-2015 t/m 12-12-2015 | Hitnotering: 10-10-2015 t/m 12-12-2015 | Hitnotering: 10-10-2015 t/m 12-12-2015 | Hitnotering: 10-10-2015 t/m 12-12-2015 | Hitnotering: 10-10-2015 t/m 12-12-2015 | Hitnotering: 10-10-2015 t/m 12-12-2015 | Hitnotering: 10-10-2015 t/m 12-12-2015 | Hitnotering: 10-10-2015 t/m 12-12-2015 | Hitnotering: 10-10-2015 t/m 12-12-2015 |
| Week:                                  | 1                                      | 2                                      | 3                                      | 4                                      | 5                                      | 6                                      | 7                                      | 8                                      | 9                                      | 10                                     |                                        |
| -------------------------------------- | -------------------------------------- | -------------------------------------- | -------------------------------------- | -------------------------------------- | -------------------------------------- | -------------------------------------- | -------------------------------------- | -------------------------------------- | -------------------------------------- | -------------------------------------- | -------------------------------------- |
| Positie:                               | 31                                     | 28                                     | 27                                     | 26                                     | 24                                     | 28                                     | 32                                     | 35                                     | 36                                     | 40                                     | uit                                    |

### NederlandseSingle Top 100
| Hitnotering: 12-09-2015 t/m 27-02-2016 | Hitnotering: 12-09-2015 t/m 27-02-2016 | Hitnotering: 12-09-2015 t/m 27-02-2016 | Hitnotering: 12-09-2015 t/m 27-02-2016 | Hitnotering: 12-09-2015 t/m 27-02-2016 | Hitnotering: 12-09-2015 t/m 27-02-2016 | Hitnotering: 12-09-2015 t/m 27-02-2016 | Hitnotering: 12-09-2015 t/m 27-02-2016 | Hitnotering: 12-09-2015 t/m 27-02-2016 | Hitnotering: 12-09-2015 t/m 27-02-2016 | Hitnotering: 12-09-2015 t/m 27-02-2016 | Hitnotering: 12-09-2015 t/m 27-02-2016 | Hitnotering: 12-09-2015 t/m 27-02-2016 | Hitnotering: 12-09-2015 t/m 27-02-2016 | Hitnotering: 12-09-2015 t/m 27-02-2016 | Hitnotering: 12-09-2015 t/m 27-02-2016 | Hitnotering: 12-09-2015 t/m 27-02-2016 | Hitnotering: 12-09-2015 t/m 27-02-2016 | Hitnotering: 12-09-2015 t/m 27-02-2016 | Hitnotering: 12-09-2015 t/m 27-02-2016 | Hitnotering: 12-09-2015 t/m 27-02-2016 | Hitnotering: 12-09-2015 t/m 27-02-2016 | Hitnotering: 12-09-2015 t/m 27-02-2016 | Hitnotering: 12-09-2015 t/m 27-02-2016 | Hitnotering: 12-09-2015 t/m 27-02-2016 | Hitnotering: 12-09-2015 t/m 27-02-2016 | Hitnotering: 12-09-2015 t/m 27-02-2016 |
| Week:                                  | 1                                      | 2                                      | 3                                      | 4                                      | 5                                      | 6                                      | 7                                      | 8                                      | 9                                      | 10                                     | 11                                     | 12                                     | 13                                     | 14                                     | 15                                     | 16                                     | 17                                     | 18                                     | 19                                     | 20                                     | 21                                     | 22                                     | 23                                     | 24                                     | 25                                     |                                        |
| -------------------------------------- | -------------------------------------- | -------------------------------------- | -------------------------------------- | -------------------------------------- | -------------------------------------- | -------------------------------------- | -------------------------------------- | -------------------------------------- | -------------------------------------- | -------------------------------------- | -------------------------------------- | -------------------------------------- | -------------------------------------- | -------------------------------------- | -------------------------------------- | -------------------------------------- | -------------------------------------- | -------------------------------------- | -------------------------------------- | -------------------------------------- | -------------------------------------- | -------------------------------------- | -------------------------------------- | -------------------------------------- | -------------------------------------- | -------------------------------------- |
| Positie:                               | 66                                     | 59                                     | 41                                     | 35                                     | 35                                     | 27                                     | 22                                     | 20                                     | 21                                     | 20                                     | 23                                     | 29                                     | 28                                     | 31                                     | 38                                     | 40                                     | 55                                     | 47                                     | 51                                     | 49                                     | 57                                     | 79                                     | 88                                     | 96                                     | 98                                     | uit                                    |

### 3FM Mega Top 50
| Hitnotering: 03-10-2015 t/m 09-01-2016 | Hitnotering: 03-10-2015 t/m 09-01-2016 | Hitnotering: 03-10-2015 t/m 09-01-2016 | Hitnotering: 03-10-2015 t/m 09-01-2016 | Hitnotering: 03-10-2015 t/m 09-01-2016 | Hitnotering: 03-10-2015 t/m 09-01-2016 | Hitnotering: 03-10-2015 t/m 09-01-2016 | Hitnotering: 03-10-2015 t/m 09-01-2016 | Hitnotering: 03-10-2015 t/m 09-01-2016 | Hitnotering: 03-10-2015 t/m 09-01-2016 | Hitnotering: 03-10-2015 t/m 09-01-2016 | Hitnotering: 03-10-2015 t/m 09-01-2016 | Hitnotering: 03-10-2015 t/m 09-01-2016 | Hitnotering: 03-10-2015 t/m 09-01-2016 | Hitnotering: 03-10-2015 t/m 09-01-2016 | Hitnotering: 03-10-2015 t/m 09-01-2016 | Hitnotering: 03-10-2015 t/m 09-01-2016 |
| Week:                                  | 1                                      | 2                                      | 3                                      | 4                                      | 5                                      | 6                                      | 7                                      | 8                                      | 9                                      | 10                                     | 11                                     | 12                                     | 13                                     | 14                                     | 15                                     |                                        |
| -------------------------------------- | -------------------------------------- | -------------------------------------- | -------------------------------------- | -------------------------------------- | -------------------------------------- | -------------------------------------- | -------------------------------------- | -------------------------------------- | -------------------------------------- | -------------------------------------- | -------------------------------------- | -------------------------------------- | -------------------------------------- | -------------------------------------- | -------------------------------------- | -------------------------------------- |
| Positie:                               | 47                                     | 36                                     | 35                                     | 29                                     | 41                                     | 30                                     | 42                                     | 34                                     | 39                                     | 40                                     | 45                                     | 39                                     | 43                                     | 39                                     | 47                                     | uit                                    |

## Releasedata
| Land             | Releasedatum      | Formaat        | Label                |
| ---------------- | ----------------- | -------------- | -------------------- |
| Wereldwijd       | 27 augustus 2015  | Muziekdownload | Ultra                |
| Italië           | 14 september 2015 | Radio          | Sony, Do It Yourself |
| Verenigde Staten | 15 september 2015 | Radio          | Columbia             |